# بعثة منظمة الأمم المتحدة لتحقيق الاستقرار في جمهورية الكونغو الديمقراطية
بعثة منظمة الأمم المتحدة لتحقيق الاستقرار في جمهورية الكونغو الديمقراطية (بالفرنسية: Mission de l'Organisation des Nations unies pour la stabilisation en République démocratique du Congo)‏ كما تعرف باسم أو اختصارا مونوسكو نسبة للاختصار (بالفرنسية: MONUSCO)‏ هي عملية حفظ السلام من قبل الأمم المتحدة في جمهورية الكونغو الديمقراطية وبدأت في 30 نوفمبر 1999.

ميزانية المونوسكو السنوية تقارب حوالي 1.5 مليار دولار أمريكي.

بين 1999 و2001، كان ممثل أمين عام الأمم المتحدة في جمهورية الكونغو الديمقراطية هو التونسي كمال مرجان. منذ فبراير 2015 ممثل الأمين العام هو الألماني مارتن كوبلر.

المقر الرئيسي لهذه البعثة يقع في العاصمة كينشاسا. الكونغو مقسمة إداريا إلى 6 جهات، لذلك يوجد 6 مقرات جهوية في كل من هذه الجهات.

المونوسكو وبالتعاون مع مؤسسة إيروندال السويسرية، أسست في 2002، راديو أوكابي، والذي أصبح من أكثر وسائل الإعلام المسموعة في البلاد.

## المقر الرسمي والقطاعات
- المقر الرسمي: كينشاسا.
- القطاع 1: مبانداكا
- القطاع 2: كيسانغاني
- القطاع 3: كانانغا
- القطاع 4: كاليمي
- القطاع 5: كيندو
- القطاع 6: بونيا

المقر الرسمي في كينشاسا يقع في شارع 30 يونيو، في قلب حي الأعمال، وعلى بعد عدة مئات من الأمتار من السفارات الكبرى (فرنسا، الولايات المتحدة، بلجيكا) ومن الفنادق الكبرى فندق مملينغ. القاعدة الرئيسية اللوجستية وودائعها تقع في جنوب شرق المدينة. موقع آخر مهم يقع في جنوب غرب المدينة.

## الميزانية والمشاركين
في 2012، كانت ميزانية المهمة 1.490 مليار دولار أمريكي. تم نشر 000 23 شخص، وهو ما يتعدى الحد الأقصى المسموح به (016 22).
بين يوليو 2014 ويونيو 2015، بلغت ميزانية المونوسكو 300 475 298 1 دولار أمريكي.

### المشاركين

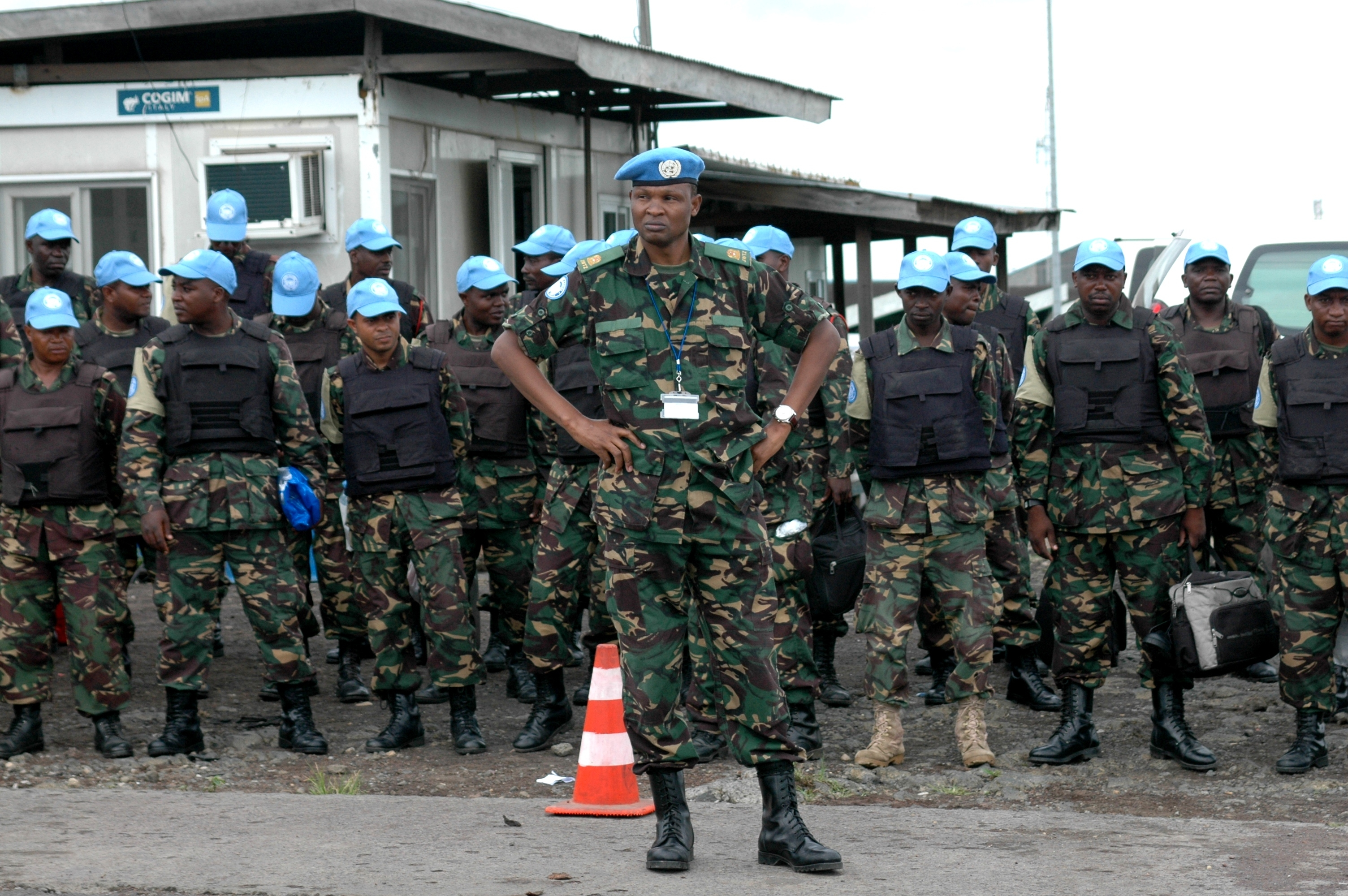
قوات تنزانية مشاركة في المهمة.

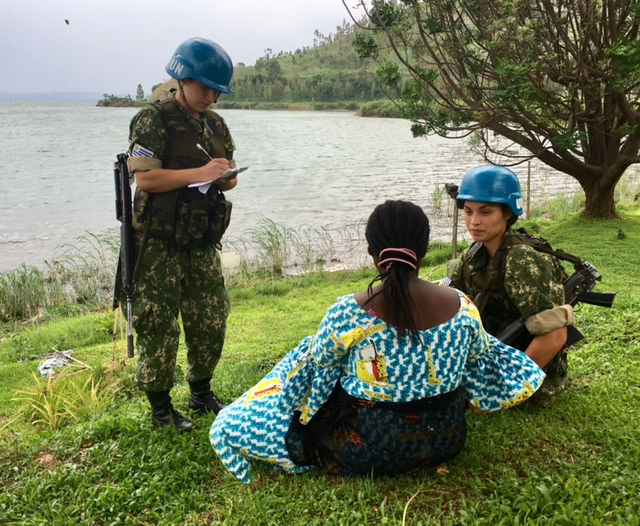
نساء مُشاركات في البعثة

في 19 أكتوبر 2011، بلغ عدد المشاركين في المهمة 914 18 شخص، منهم 819 16 عسكري، 741 مراقب عسكري و354 1 شرطي.

في 31 يوليو 2015، كان يوجد 175 25 شخص في المجمل:
- 784 19 موظف نظامي منهم:
  - 232 18 جندي.
  - 462 مراقب عسكري.
  - 090 1 شرطي.
- 679 3 موظف مدني:
  - 840 مدني دولي.
  - 725 2 مدني محلي.
- 450 متطوعي الأمم المتحدة

### حسب الدول
57 دولة تشارك في هذه المهمة.

## القيادة

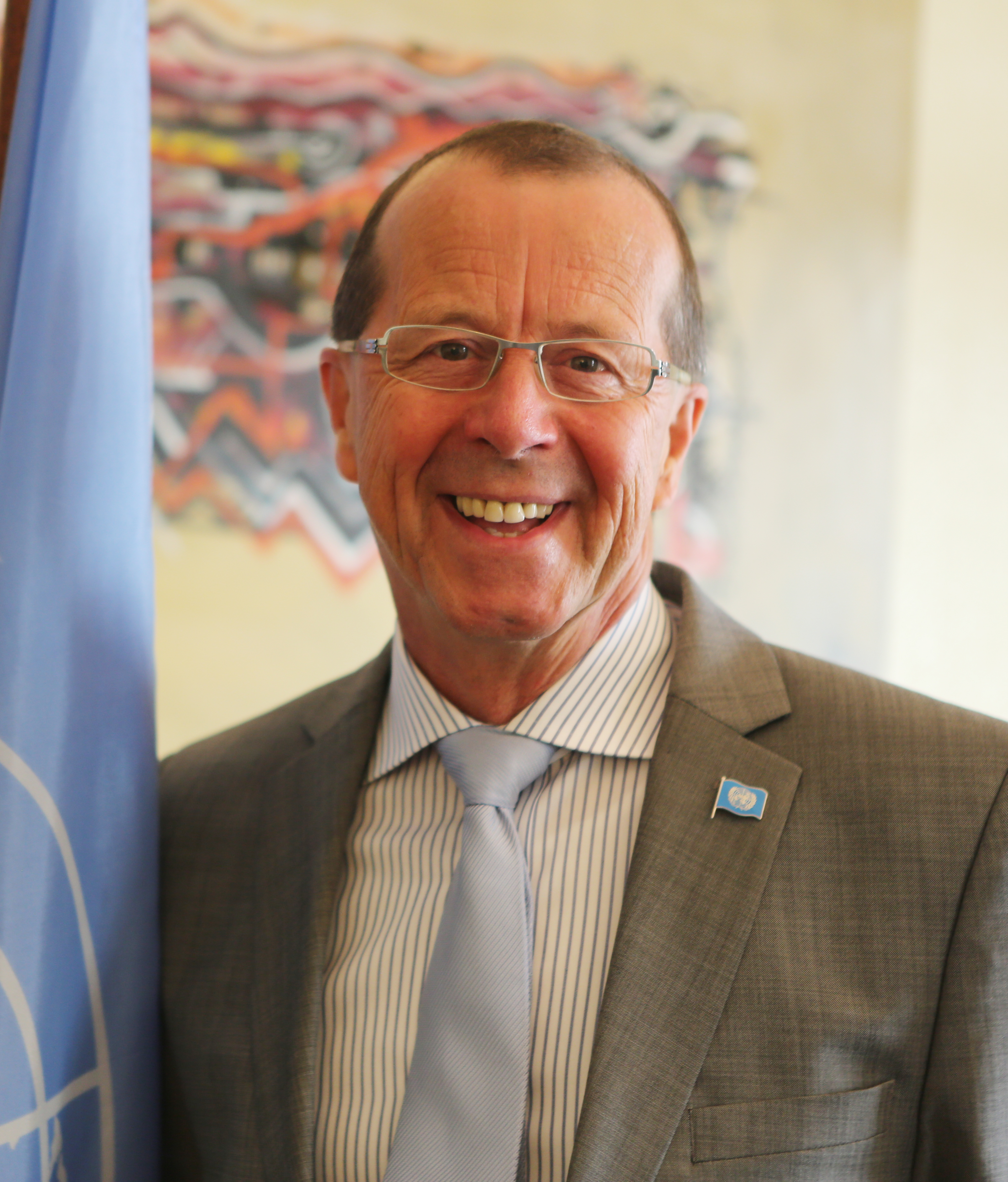
الممثل الخاص للأمين العام للأمم المتحدة مارتن كوبلر.

### فريق القيادة
- الممثل الخاص للأمين العام للأمم المتحدة منذ 2013: مارتن كوبلر ( ألمانيا).
  - 2010 - 2013: روجر ميس ( الولايات المتحدة).
  - 2007 - 2010: ألان دوس ( المملكة المتحدة).
  - 2003 - 2007: ويليام سوينغ ( الولايات المتحدة).
  - 2001 - 2003: ؟.
  - 1999 - 2001: كمال مرجان ( تونس).
- نائب الممثل الخاص للأمين العام: عبد الله وفي ( النيجر).
- قائد القوات: الجنرال كارلوس ألبيرتو دوس سانتوس كروز ( البرازيل).
- مفوض الشرطة: الجنرال باسكال شامبيون ( فرنسا).

## الخسائر البشرية
لحدود 23 سبتمبر 2015، قتل منذ بداية المهمة 93 شخص منهم 56 عسكري و8 شرطة و3 مراقبين عسكريين، إضافة إلى 14 من المدنيين الدوليين و12 من المدنيين المحليين.

## الانسحاب
وبعد مهمة استمرت نحو 25 عاماً، بدأت البعثة الأممية (مونوسكو) في 28 فبراير 2024 انسحابها من الكونغو الديمقراطية بناء على طلب كينشاسا التي تعتبرها غير فعالة، مع تسليمها رسمياً أولى قواعدها في جنوب كيفو إلى السلطات المحلية.

## مقالات ذات صلة
- عملية الأمم المتحدة في الكونغو (1960-1964)
- قوة الاتحاد الأوروبي في جمهورية الكونغو الديمقراطية
- قوات حفظ السلام
- مجلس أمن الأمم المتحدة

## روابط خارجية
- الموقع الرسمي